# Монастир Святого Варлаама

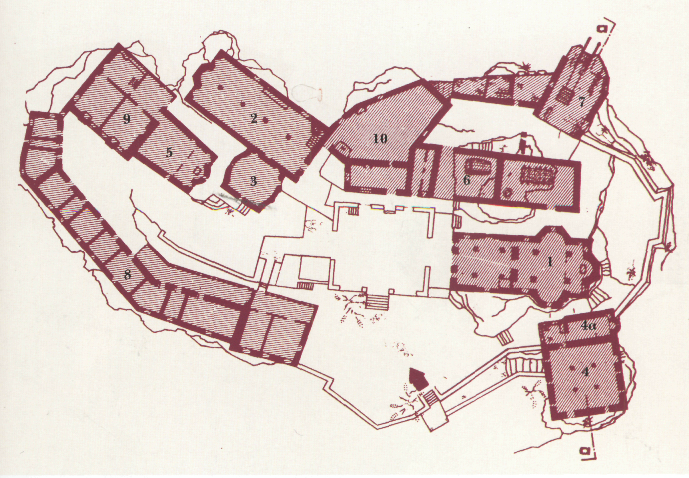
Схема монастиря: 1 — Собор; 2 — вівтар; 3 — головний собор; 4 — лікарня; 4a — храм Святих Анагірон; 5 — каплиця Трьох ієрархів; 6 — допоміжні приміщення; 7 — замок; 8 — келії; 9 — сучасний вівтар; 10 — приміщення для гостей.

39°42′51″ пн. ш. 21°37′37″ сх. д. / 39.71417° пн. ш. 21.62694° сх. д.
Монастир Святого Варлаама — один з діючих нині монастирів Метеори. Піднявшись на скелю Святого Варлаама, пройшовши 117 сходинок, першою з'являється лікарня, далі каплиця Святих Анагірон, Собор та замок. Зліва — вівтар, маленький храм Трьох ієрархів, келії та приміщення для гостей.

## Історія заснування
Вважають, що назву монастир отримав від імені монаха Варлаама, першого поселенця, який піднявся на скелю, в першій половині XIV століття і збудував маленький храм, присвячений Трьом ієрархам. Також відомо, що монах Варлаам був сучасником святого Афанасія Метеорського, який заснував монастир Мегала Метеора.
Проте справжніми творцями монастиря вважають братів Нектарія і Феофана Апсара, що оселились брати на Метеорі 1510 р. Апсара — давня, знаменита та заможна родина з міста Яніна. Обидва брати стали ченцями в останні роки XV століття, спочатку облаштувалися на острові Яніна і потім в монастирі Діонісія на Святому Афоні.
На скелі Варлаама, де залишались ще руїни попереднього скиту, Нектарій та Феофаній за допомоги ще двох ченців розпочали відбудову монастиря. Коли братія збільшилась вони побудували собор Всіх Святих (1541).
1544 року помер Феофан, Нектарій помирає 1550 р. Братів поховано під південно-східним хрещатим нефом, над своїм надгроб'ям вони тримають копію храму. Проте й після смерті братів-засновників монастир не занепадає.
Надзвичайно цінну роботу здійснив монах Христофор, який впродовж десятків років XVIII ст. впорядковував архів монастиря та зробив повний опис писемних реліквій, деякі з них експонуються у музеї обителі.

## Собор Усіх Святих
Відомо, що Собор подубовано дуже швидко через те, що як будівельний матеріал монахи використали туф. Неф хрестоподібний. У південно-східній частині Собору знаходиться могила творців. Під склепінням храму над вікном накреслено такий напис:
|  | «Нектарій та Феофа — ієромонахи та творці, із Янніни, Апсара. Рік створення — 1542.» Оригінальний текст (гр.) + ΝΕΚΤΑΡIOΣ: Κ(ΑΙ) ΘΕΟΦΑΝ/ΗΣ. ΙΕΡΟΜΟΝΑΧΟΙ/Κ(ΑΙ) ΕΚΤΙΤΟΡΕΣ. ΕΞ ΙΩ/ΑΝΝΙΝΩΝ, ΟΙ ΑΨΑΡ/ΑΤΕC ΕΤΟΥC ΖΝ ΙΝ(ΔΙΚΤΙΩΝOΣ) ΙΕ (1542). |

Собор розписаний настінними фресками високої майстерності, які експерти поділяють на 2 періоди. Перший етап датується 1548 роком, другий — завершення оздоблення — 1566 р. Загалом іконопис храму ошатний і представляє багато фігур. Вінцем прикраси є фігури Всемогутнього на куполі, Платитера під аркою святилища.

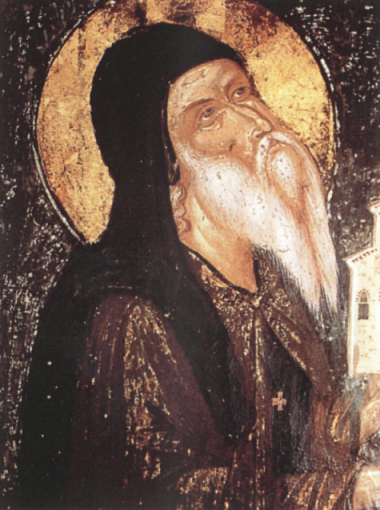
Засновник монастиря Феофан Апсарас

Іконопис Собору поділяється на 4 пояси. У нішах та верхній частині стін зображено сцени християнського циклу. В центрі ніш фігури пророків. В нижній частині — фігури святих.
На куполі Всемогутній оточений ангельськими силами, Богоматір'ю та Попередником. У наступній смузі — пророки. У східному кутку Христос у вірі, у західному — Трон очікування, у південному — Освячення Манділон. Під склепінням храму зображено Небесну літургію. У ніші святилища — Вознесіння. Справа та зліва східної стіни ахангел Гавриїл та Благовіщення Богоматері.
У південному приміщенні зображено Стрітення, Наказ Ірода про вбивство малюків, Вбивство малюків. Нижче — Таємна вечеря, Молитва у Гефсиманії та Зрада Іуди. У ніші північної частини — Поява Христа перед апостолами, Різдво, Преображення, Суд архієреєв. Нід склепінням ніші західної частини — Каяття та Повішення Іуди та Дозвіл поховати Христа Йосифу. Нижче — Розп'яття.
У наступному поясі Успіння Богоматері, внизу стіни фігури Івана Дамаскіна, Козьми Маіума та сцени Возведення Лазаря, Вербоносець, Відмова Петра, Суд Пілата, Жорстокість Пілата.
У ніші північно-західної кутової частини зображені сцени Зцілення сліпого та Зустріч Христа із самарянкою. На куполі — Підняття Святого Хреста. На північній стіні — святі Костянтин, Олена та Євстафій. У наступному поясі — Хода Пілата, Перенесення Хреста. Нижній пояс вкривають фігури святих, архангел Михаїл, Федор Стратилатис, Мінас, Яків Перс та Меркурій.
На південно-східній колоні зображений засновник монастиря Нектарій Апсара, його брат Феофан Апсара зображений на північно-західній колоні. Поруч із Феофаном фігура святого Іоанна із Яннін. Цей святий був замучений у Константинополі 1526 року у 18-річному віці. Іконізування Іоанна в соборі Всіх Святих натякає на протидію православ'я ісламу, а також на тісний зв'язок метеорського монастиря та Яніни.
Не зважаючи на те, що ім'я іконописця не відзначене у напису творців обителі, дослідники впізнають руку знаменитого живописця XVI ст. Франко Кателано із міста Фів, засновника, так званої, «школи Північно-західної Греції».
Фрески Кателано Собору монастиря Святого Варалама носять ознаки переходу від манери «критської школи» до барокового живопису. Усі композиції насичені рухом та життям. Вторинні їх елементи утворюють послідовні змістовні рівні. Фігури Кателано, на відміну від критських, не сповнені споєм, вони динамічні, усе — одяг, пози — підкреслюють пластичність фігур.
Зберігся напис у нефі, що підтвержує авторство Кателано:

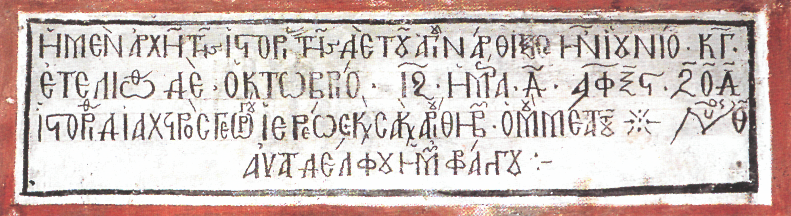
Напис у нефі — свідчення авторства Франко Кателано

|  | «Почалось оздоблення нефу у червні місяці та закінчилось у жовтні 1566 року руками священика Георгія із Фів та брата Франко.» Оригінальний текст (гр.) Η ΜΕΝ ΑΡΧΗ ΤΗΣ ΙΣΤΟΡΙΑΣ ΤΗΟΔΕ ΤΟΥ ΑΓΙΟΥ ΝΑΡΘΗ-ΚΟΣ ΜΗΝ(ΟΣ) ΙΟΥΝΙΟΥ · ΚΓ ·/ ΕΤΕΛΙΩΘ(Η) ΔΕ, ΟΚΤΩΒΡΙΟ · ΙΖ · ΗΜΕΡΑ · Δ · ,ΑΦΞς (1566) · ,ΖΟΔ / ΙΟΤΟΡΙΘ(Η) ΔΙΑ ΧΕΙΡΟΣ ΓΕΩΡΓΙΟΥ ΙΕΡΕΩΣ · Κ(ΑΙ) ΣΑΚ(ΕΛΛ)ΑΡΙΟΥ ΘΗΒ(ΩΝ) · ΟΜΟΥ ΜΕΤΑ ΤΟΥ / ΑΥΤΑΔΕΛΦΟΥ ΗΜΩΝ ΦΡΑΓΓΟΥ:- ΙΝ(ΔΙΚΤΙΩΝΟΣ). |

На східній стіні Собору зображено Друге пришестя, яке вражає стрімким вогненим потоком, що несе усіх грішників до пащі чудовиська-кита.
На західній стіні центральною композицією є монах Сисой перед могилою Александра Великого. Перед скелетом великого царя Сисой оплакує суєту земних. Зміст напису наступний:
|  | Тіло Великого Александра у славі і після довгих років, але смерть не щадить, і великих світу цього. |

На колонах зображені фігури святих: Кіріак Анахоріт, святий Пімін, святий Феофан, Христос «Натхненник всіх», Іван Калівіт, святий Олексій, Ефросін - кухар, святий Харитон, святий Макарій Єгипетський, святий Варлаам, святий Онуфрій, святий Павло Латрин, свята Варвара, святий Іоасаф, Феоток Паракліс, святий Мойсей Ефіоп.

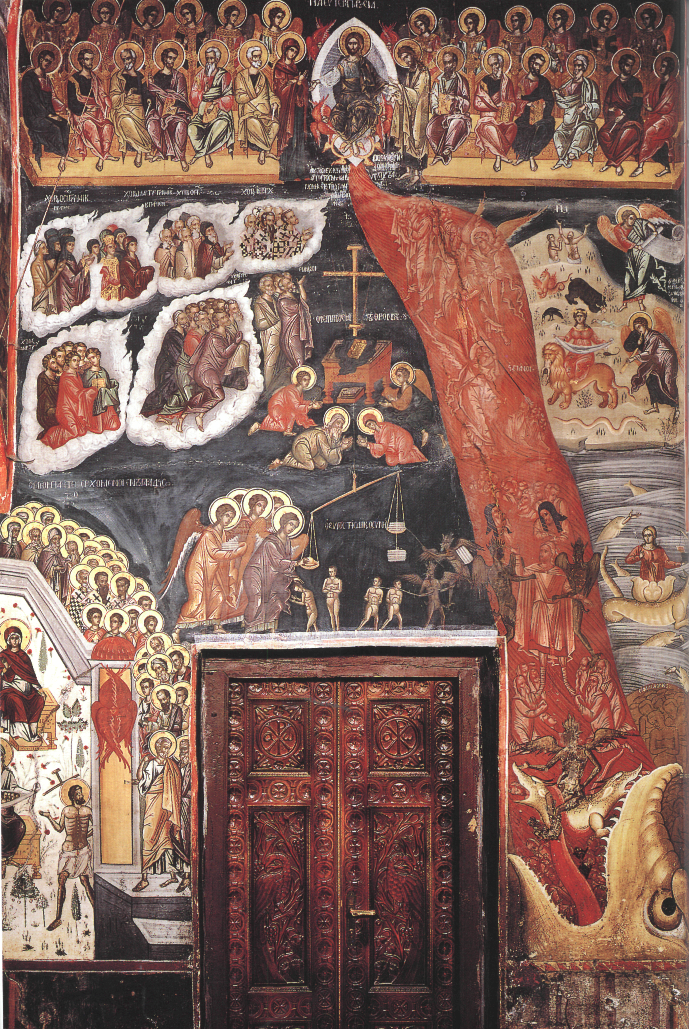
Друге пришестя
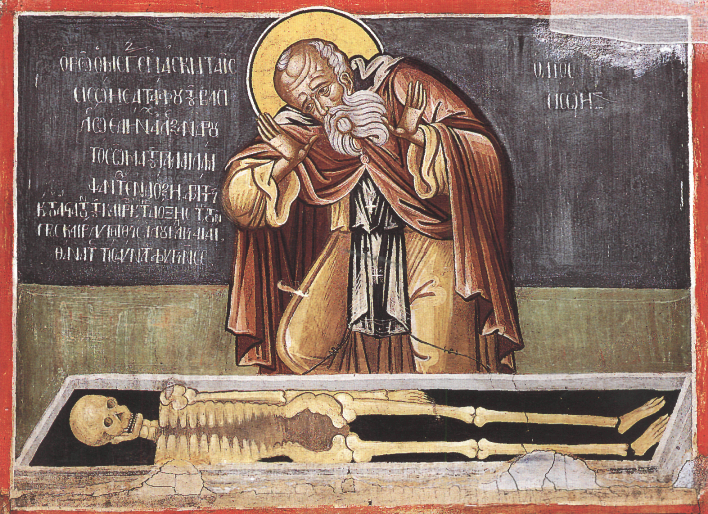
Монах Сисой перед могилою Александра Великого
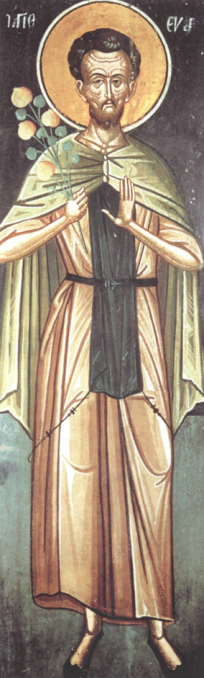
Святий Єфросин
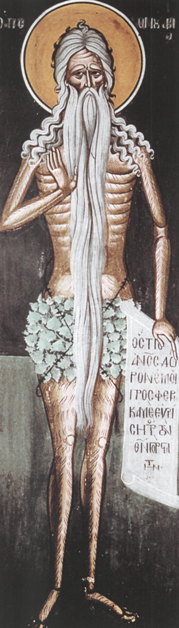
Святий Онуфрій

Ці фрески були виконані братами Кодарі, їх характерними рисами є ритмічність, життя, сміливе зіставлення світла й тіні. На відміну від Кателано живопис Кодарі більш статичний, сучасний та доступніший.
Всі три живописця із Фів є значними представниками «школи Північно-західної Греції», чиї настінні фрески храму Всіх Святих собору монастиря Варлаама є найяскравішими взірцями школи.

## Лікарня

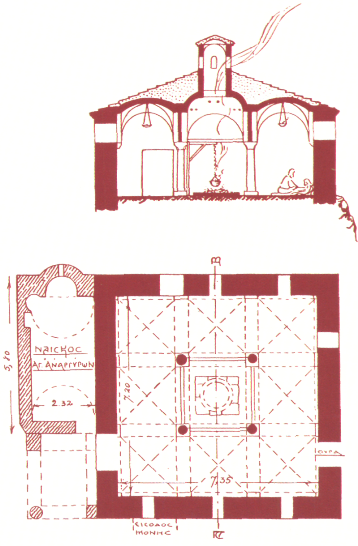
Креслення лікарні, прибудова — каплиця Святих Анаргірон

Лікарня — квадратна будівля, побудована у південно-східній частині скелі. Дах зовні спирається на чотири колони. Цією системою утворюються дев'ять приміщень, з яких вісім покривається хрестоподібним склепінням і доповнюються дев'ятим, яке покривається куполом, що переходить в камін.
Подібний зовнішній вигляд має й лікарня Великого Метеору. З північної сторони лікарні прибудоване маленьке приміщення, каплиця Святих Анаргірон, відведена для хворих і старих.

## Замок

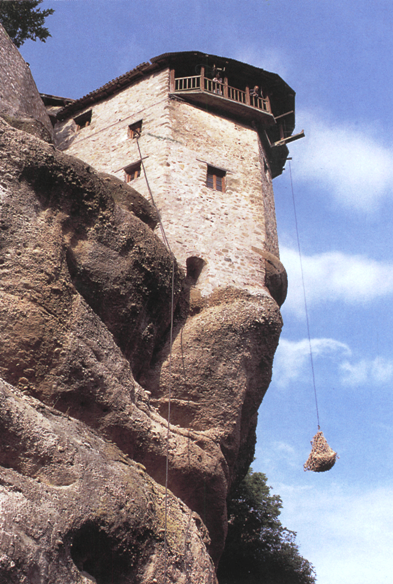
Балконний замок

Балконний замок монастиря Варлаама має висоту 40 м. На ньому видно напис, де відзначаються імена творців і рік створення — 1536 рік:
|  | «Нектарій та Феофан, творці цього, 1536 рік.» Оригінальний текст (гр.) + NEKTAPIOΣ K (AI) ΘEOΘANHΣ OI KTITOPEΣ ETOYΣ, ZMA (1536). |

## Каплиця Трьох ієрархів
Каплиця Трьох ієрархів — Василя Великого, Григорія Діолога й Івана Золотоустого — сьогодні не відвідується. Для того, щоб відвідати каплицю, яку збудував Варлаам у південно-східній частині скелі, треба взяти дозвіл у ченців. Коли на скелі оселились брати Апсара вона була вщент зруйнована, вони відбудували її 1518 року.
Це храм, що складається з одного приміщення, вкритий дерев'яним дахом і переходить у напівкругле склепіння. У 1627 році, сто десять років після відновлення братами Апсара, каплиця Трьох ієрархів була побудована наново і прикрашена настінними фресками 1637 року. Про завершення живописної прикраси нас інформує напис творців па північній стороні основного храму, над розп'яттям:
|  | «Ця каплиця Трьох ієрархів — Василя Великого, Григорія Діолога й Івана Золотоустого — зведений з фундаменту і оформлений ієромонахом та братами божественного і шанованого монастиря Всевіруючих — ігуменами Кирилом і Сергіем у 1627 році. Розписаний храм руками ієрея Іоанна разом з його дітьми в 1637 році з міста Стагон.» Оригінальний текст (гр.) ΤΟ ΠΑΛΑΙΟΝ ΠΑΡΑΚΚΛΗΣΙΟΝ ΤΩΝ ΤΡΙΩΝ ΙΕΡΑΡΧΩΝ ΒΑΣΙΛΕΙΟΥ ΤΟΥ ΜΕΓΑΛΟΥ ΓΡΗΓΟΡΙΟΥ ΤΟΥ ΘΕΟΛΟΓΟΥ Κ(ΑΙ) ΙΩ(ΑΝΝΟΥ) ΤΟΥ ΧΡΥΣΟΣTΌΜΟΥ ΑΝΗΓΕΡΘΗ ΕΚ ΒΑ[ΘΡΩΝ] / Κ(ΑΙ) ΑΝΙΓΤΌΡΙΘΗ, ΠΑΡΑ ΤΩΝ ΟΣΙΟΤΑΤΩΝ ΙΕΡΟΜΟΝΑΧΩΝ Κ(ΑΙ) (ΜΟΝ)ΑΧ(ΩΝ) TΗΣ ΘΕΙΑΣ Κ(ΑΙ) ΣΕΒΑΟΜΙ(ΑΣ) ΜΟΝΗΣ ΤΩΝ ΑΓΙΩΝ ΠΑΝΤΩΝ ΗΙΌΥΜΕΝΕΥΟΝΤΟΣ ΚΥΡΩ ΚΥΡΙΛΛΟΥ Κ(ΑΙ) ΣΕΡΓΙ[ΟΥ ΤΩΝ] / ΙΕΡΟ(ΜΟΝ)ΑΧ(ΩΝ) Κ(ΑΙ) ΑΥΤΑΔΕΛΦΩΝ ΕΤΕΙ ΖΡΛΕ (1627) :- ΙΟΤΟΡΗΘΗ ΔΕ Κ(ΑΙ) ΔΙΑ ΧΕΙΡΟΣ ΚΑΜΟΥ ΤΟΥ ΑΜΑΡΤΟΛΟΥ ΙΩ(ΑΝΝΟΥ) ΙΕΡΕ(ΟΣ) ΜΕΤΑ ΤΩΝ ΤΕΚΝΩΝ ΑΥΤΟΥ ΕΝ ΕΤΕΙ ,ΖΡΜΕ (1637): [ΙΝ(ΔΙΚΤΙΩΝΟΣ) Ι] (ή Ε) / ΕΚ ΧΩΡΑΣ ΣΓΑΓΏΝ. |

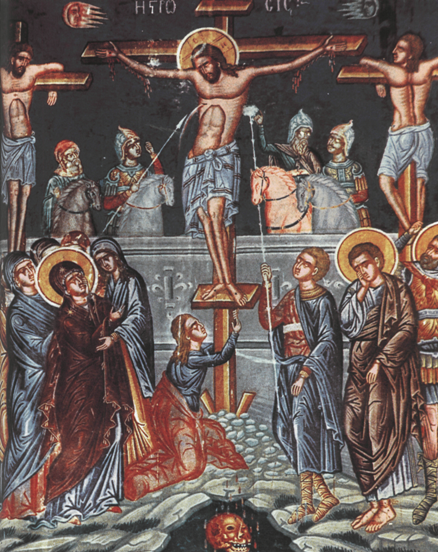
Сцена Розп'яття у каплиці Трьох ієрархів

У розпису каплиці переважають теми Благословіння, святого Іоанна Христосома та поклоніння Богоматері, Небесна Літургія, Помазання, Розп'яття. Відсутність куполу, де мав бути зображений Всемогутній, відшкодовується 57 фігурами Прабатьків по верхньому поясу північної, південної та західної стін.
На північній стіні, поруч із творцями Нектарієм та Феофаном, що тримають копію каплиці в руках, зображений святий Миколай Молодий, замучений у Трикалі 1617 р. З 1617 ж року в обителі зберігається череп святого. Зображення фігури його з'явилось тут через двадцять років після смерті мученика. Поряд із тим є кілька й жіночих фігур — свята Катерина, свята Варвара та свята Текля.
Загалом, живопис каплиці Трьох ієрархів є прикладом манери «критської школи» початкового періоду, до якої, очевидно, належав головний іконопицесь каплиці — Іоанн.

## Вівтар
Вівтар являє собою довгасту будівлю, яка зовні переходить у тристоронній купол. Всередині — низька колонада, що складається з п'яти стовпів та розділяє приміщення на дві ніші.
Сьогодні вівтар перероблено на музей скарбів монастиря. Там відвідувач може побачити бесцінні переносні ікони, з яких, найзначнішою може вважатися ікона Богоматері з немовлям — робота Еммануїла Тзанеса. Виставлені також предмети виключно майстерної роботи: вишиті золотом епітафії, шати, літургічні приналежності тощо.